# مونجیا (فیلم)
مونجیا (به انگلیسی: Munjya) فیلم هندی ترسناک کمدی زبان هندی است که در سال ۲۰۲۴ اکران شد، کارگردانی آن را آدیتیا سارپوتدار بر عهده داشت و بازیگران اصلی فیلم شارواری، آبهای ورما، ساتیاراج و مونا سینگ هستند. این فیلم که توسط عمار کاوشیک و دینش ویجان تحت نشان مدوک فیلمز تهیه شده است، چهارمین سری از دنیای فراطبیعی مدوک (Maddock Supernatural Universe) است و بر روی سنت مونجیا، الهام گرفته از اسطوره و باور مردم هند، تمرکز دارد.
مونجیا در روز ۷ ژوئن ۲۰۲۴ در سراسر جهان اکران شد و نظرات مثبت منتقدان را به خود جلب کرد. این فیلم با فروش ۱۳۲ کرور روپیه در سراسر جهان در برابر هزینه تولید ۳۰ کرور روپیه به عنوان یک فیلم موفق غافلگیر کننده در گیشه فروش ظاهر شد که تا ماه سپتامبر، رتبه ششم پر فروش‌ترین فیلم سال ۲۰۲۴ را در اختیار داشت.

## نمایش فیلم
سینما
این فیلم در تاریخ ۷ ژوئن ۲۰۲۴ در سینماها اکران شد.
رسانه خانگی
حقوق پخش دیجیتال فیلم توسط دیزنی پلاس هات‌استار خریداری شد و از ۲۵ اوت ۲۰۲۴ از طریق سرویس استریم به نمایش گذاشته شد.